# Oceans (singel Pearl Jam)
Oceans – piosenka amerykańskiej rockowej grupy Pearl Jam. Tekst utworu został w całości napisany przez Eddiego Veddera, zaś muzyka została napisana przez Veddera, Gossarda i Amenta, „Oceans” został wydany w 1992 roku jako czwarty singiel z debiutanckiego albumu Ten (1991). Remiks utworu można znaleźć na singlu „Even Flow”.